# Kypasjärvi
Kypasjärvi, även skrivet Kypasjärv och Kypäsjärvi, är en by i Överkalix kommun. Byn ligger vid gränsen till Kalix kommun i söder och Övertorneå kommun, i öst. Byn har ca 40 åretruntboende.
I Kypasjärvi finns ett mindre bönhus. Närmaste kyrka ligger i Lappträsk. Väster om byn ligger Lombens skjutfält.
Under 2017 lade Skanova ner det kopparbaserade telenätet på orten.